# Racomitrium cucullatifolium
Racomitrium cucullatifolium är en bladmossart som beskrevs av Georg Ernst Ludwig Hampe 1863. Racomitrium cucullatifolium ingår i släktet raggmossor, och familjen Grimmiaceae. Inga underarter finns listade i Catalogue of Life.